# Junkers Ju 88
El Junkers Ju 88 fue un avión polivalente bimotor alemán de la Segunda Guerra Mundial. Diseñado por la compañía de Hugo Junkers a mediados de los años 30, sufrió una serie de problemas técnicos durante las últimas etapas de desarrollo y primeras funciones operacionales, pero luego se convirtió en uno de los aviones de combate más versátiles de la guerra. Afectuosamente conocido como «la chica para todo», el Ju 88 demostró ser adecuado para casi cualquier función. Al igual que otros bombarderos de la Luftwaffe, fue empleado con éxito como bombardero medio, bombardero en picado, caza nocturno, torpedero, avión de reconocimiento, caza pesado, e incluso como bomba voladora durante la última etapa del conflicto.
A pesar de su desarrollo prolongado, este avión se convirtió en uno de los activos más importantes de la Luftwaffe. Su línea de ensamblaje estuvo en funcionamiento constantemente desde 1936 a 1945, y fueron fabricados más de 16 000 Ju 88 en decenas de variantes, más que cualquier otro avión bimotor alemán de la época. A lo largo de su producción, la estructura básica del avión no sufrió cambios, prueba de la excelente calidad del diseño original.

## Diseño y desarrollo

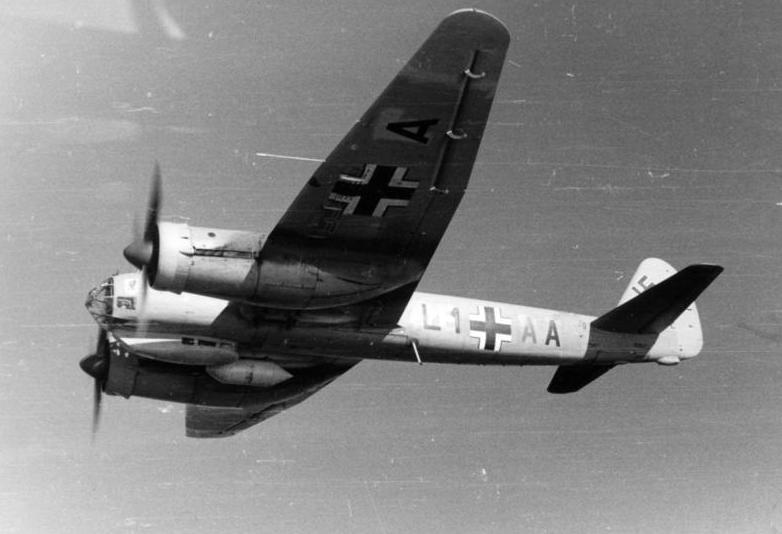
Ju 88 volando en septiembre de 1941 sobre el norte de África.

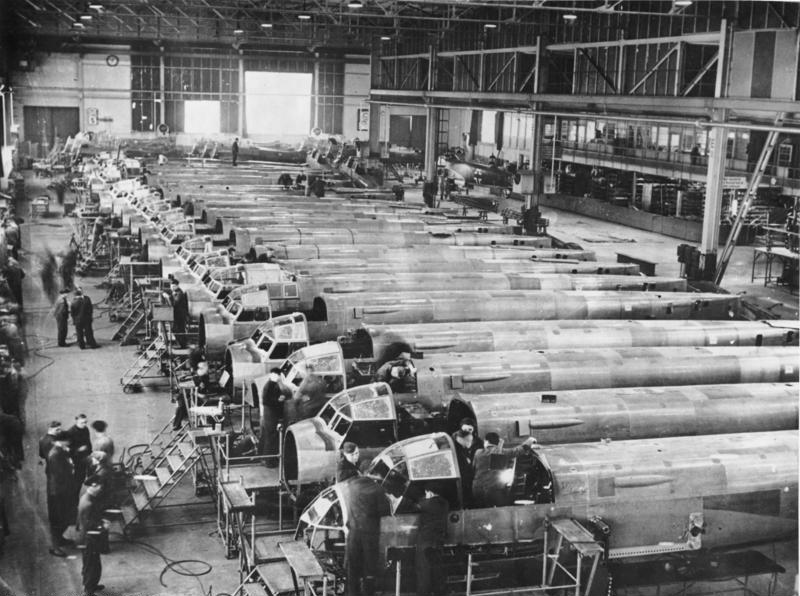
Aviones Ju 88 de producción.

La versatilidad fue la última característica en la que se pensó al comienzo del programa. Incluso en 1935, el RLM (Ministero del Aire alemán) dudaba de que fuese posible construir un Kampfzerstörer (destructor de combate) capaz de ser utilizado como bombardero, destructor de bombarderos y aparato de reconocimiento. Realizó un pedido por un simple Schnellbomber (bombardero veloz), que debía tener una velocidad de 500 km/h y transportar una carga bélica de hasta 800 kg.
Junkers intentó conseguir el contrato, incluso haciéndose con los servicios de dos diseñadores estadounidenses que habían sido pioneros en estructuras avanzadas de revestimiento sujeto a esfuerzos en Estados Unidos, a pesar de que la compañía ya había abandonado la construcción de superficies corrugadas y producía numerosos prototipos de superficies lisas.
En los tres primeros meses de 1936, se presentaron dos propuestas: el bideriva Ju 85 y el Ju 88, con un timón de dirección muy retrasado con respecto a los estabilizadores horizontales. La competencia estaba representada por el Henschel Hs 127 y el Messerschmitt Bf 162, este último presentado falsamente en 1940 como un modelo básico de la Luftwaffe, el "Jaguar". Ambos fueron eliminados por diferentes motivos durante 1937.
El Ju 88 V1 (prototipo n.º 1) realizó su primer vuelo, con el jefe de pilotos de prueba Kindermann a los mandos, el 21 de diciembre de 1936, matriculado D-AQEN. Los vuelos se realizaron desde Dessau, pero el aparato permaneció desconocido para los servicios de espionaje británicos. El Ju 88 V1 se estrelló al inicio de sus vuelos de pruebas a gran velocidad, pero no antes de que lograse demostrar lo acertado de su diseño y sus prometedoras prestaciones.
El Ju 88 V2 retuvo los motores Daimler-Benz DB 600Aa provistos de unos característicos radiadores refrigerantes anulares, pero al Ju 88 V3 se le instalaron motores Junkers Jumo 211A y equipo militar completo, así como una nueva cabina más alta, ametralladora dorsal, otra arma similar de tiro frontal y capacidad para una carga interna de 500 kg de bombas, lanzables con ayuda del visor situado en una barquilla bajo la proa. El Ju 88 V4 introdujo el luego familiar compartimiento para cuatro tripulantes, provisto de un gran morro acristalado tipo "ojo de insecto", compuesto por 20 vidrios planos, y una góndola ventral armada con una MG 15 de tiro posterior. El último de los prototipos fue el Ju 88 V5 (D-ATYU), diseñado para ofrecer una mínima resistencia aerodinámica, y que voló en abril de 1938. El 9 de marzo de 1939 consiguió un asombroso récord mundial en circuito cerrado de 1000 km con carga de 2000 kg, alcanzando una velocidad de 517 km/h. En ese momento el Ju 88 fue revelado, atribuyéndose el mérito de su diseño al ingeniero jefe Ernst Zindel, y sin mencionar para nada a los ingenieros estadounidenses.
Los prototipos de preguerra tenían grandes frenos de picado ranurados bajo la sección externa de los planos y cuatro soportes para bombas en las secciones interiores, capaces de sustentar una bomba SC500 de 500 kg cada uno, pero con una carga normalmente limitada a bombas SC100 de 100 kg cuando las dos bodegas internas llevaban su tope máximo de 28 bombas SC50 de 50 kg. La capacidad total de 1800 kg resultaba impresionante, pero las evaluaciones en Dessau y Tarnewitz permitieron aumentar la carga bélica del Ju 88A-0 con cuatro SC500 exteriores, totalizando así 2400 kg. Al mismo tiempo, las extraordinarias posibilidades del Ju 88 condujeron a una serie de problemas, como fallos en los largueros principales de las alas, en los vástagos de los aterrizadores principales y otros inconvenientes causados por la sobrecarga. Todos pudieron ser subsanados, pero las tripulaciones del Erprobungskommando 88 de pruebas de la Luftwaffe sufrieron numerosos accidentes durante la primavera de 1939, mientras evaluaban el lote inicial de Ju 88A-0 en condiciones de servicio, e incluso los primeros Ju 88A-1 de serie, entregados a las unidades de combate en agosto de 1939, tenían que ser pilotados con grandes precauciones, prohibiéndose las maniobras acrobáticas.
Como otros aparatos de la Luftwaffe, el Ju 88 fue diseñado para desempeñar misiones tácticas, que no requerían largos alcances. Por tanto, la capacidad normal de combustible era de solo 1667 litros en depósitos instalados a ambos lados de los motores, entre los largueros, aunque las bodegas de bombas se utilizaron en muchas ocasiones como depósitos suplementarios de combustible, que elevaban la capacidad total a 3575 litros. Las alas tenían un diedro muy acentuado a partir de los encastres y la totalidad del borde de fuga estaba formado por superficies ranuradas patentadas llamadas "doble ala", que actuaban como alerones y en los aterrizajes eran utilizadas como flaps. Las alas disponían de sistema de deshielo por aire caliente, mientras que en la mayoría de las versiones esta función se realizaba en la deriva mediante la asistencia de fundas pulsantes neumáticas.
El compartimiento para la tripulación era de estilo típicamente alemán, y aunque la propaganda británica afirmaba que los cuatro tripulantes estaban agrupados para elevar su moral, esta configuración se reveló de hecho muy incómoda por su reducido espacio, poco ergonómica e ineficiente en muchos sentidos. El piloto estaba situado a babor, por encima del resto de la tripulación, con palanca de mando con volante partido para los alerones, y durante los bombardeos en picado apuntaba mediante un visor de puntería suspendido del techo de la cabina, siendo el ángulo normal 60°. El bombardeo horizontal se efectuaba con otro visor situado a proa, en la parte inferior de estribor y utilizado por el tripulante-bombardero, que en algunas versiones estaba sentado a menor altura y actuaba como copiloto. Detrás y a babor se sentaba el ingeniero de vuelo, encargado asimismo del armamento defensivo trasero, y a su lado se hallaba el radiotelegrafista (posteriormente también operador del radar) que era al mismo tiempo el artillero de la ametralladora inferior trasera. Los asientos del piloto, del ingeniero y del artillero inferior trasero estaban blindados.
Resultaba evidente que el Ju 88 era en potencia un gran avión, mucho más avanzado que el Dornier Do 17 y el Heinkel He 111, por lo que en 1939 se planificó su producción en serie. La casa madre de Dessau tuvo poca participación en la producción: los fuselajes se construyeron en Aschersleben, las alas en Halberstadt, las derivas en Leopoldshall, y el montaje final y las pruebas tenían lugar en Bernburg. Otras factorías participantes fueron las de Arado Flugzeugwerke en Brandeburgo-Neuendorf, Dornier en Wismar, Heinkel en Oranienburg, Henschel en Berlín-Schonnefeld y Volkswagen en Wolfsburg. En 1944 muchas otras firmas construían componentes o aparatos completos, incluyendo ATG en Leipzig-Mockau, Siebel en Halle y diversas fábricas en Checoslovaquia y Francia.
No obstante, la producción en 1939 se incrementaba poco a poco, completándose un aparato a la semana, de modo que cuando estalló la guerra, el I/KG 25 todavía tenía una dotación mixta de Ju 88A-1 y Ju 88A-0. El 22 de septiembre, el Gruppe fue redesignado I/KG 30, y durante toda la guerra el KG 30 fue un claro exponente de la eficacia de estos bombarderos. Su primera misión de combate tuvo lugar cuatro días después, contra la Marina Real Británica, que salió bien librada del encuentro principalmente a causa de que muchas de las bombas SC500 no llegaron a explosionar.
El 9 de octubre fueron derribados los dos primeros Ju 88A-1, uno de ellos el aparato del Gruppenkommandeur. Ésta fue la primera de las numerosas bajas ocasionadas por la caza británica, que había tomado buena nota de la débil defensa proporcionada por las cuatro MG 15 instaladas en afustes esféricos individuales y manejadas manualmente. Por si fuese poco, las armas eran alimentadas con cargadores de solo 75 disparos que debían de ser cambiados cada 3 segundos y 75 décimas de tiro. Hubo por lo menos 40 esquemas de armamento diferentes para el Ju 88, pero la mayoría de las versiones de bombardeo (excepto el Ju 88S) utilizaron las ametralladoras ligeras de tiro rápido MG 81 de 7,92 mm, frecuentemente en parejas, combinadas con MG 131 de 13 mm.
los subtipos de bombardeo de la serie A se indican separadamente, pero todos los realizados a partir de mediados de 1940 estuvieron basados en el Ju 88A-4 de gran envergadura alar, que gozaba de más fácil pilotaje sin limitaciones estructurales y de motores Jumo 211J de mayor potencia. La nueva ala tenía alerones empotrados de revestimiento metálico. Más de la mitad de la producción total de Ju 88 perteneció a las variantes de la serie A, que fueron utilizadas en casi cualquier tarea imaginable, incluyendo el entrenamiento, remolque de planeadores, transporte de pasajeros y material (incluyendo bultos sujetos a los tubos soldados Dobbas instalados entre los soportes subalares) y su conversión en distintos tipos de misiles no tripulados Mistel (muérdago).

### Variantes, destructores y cazas nocturnos

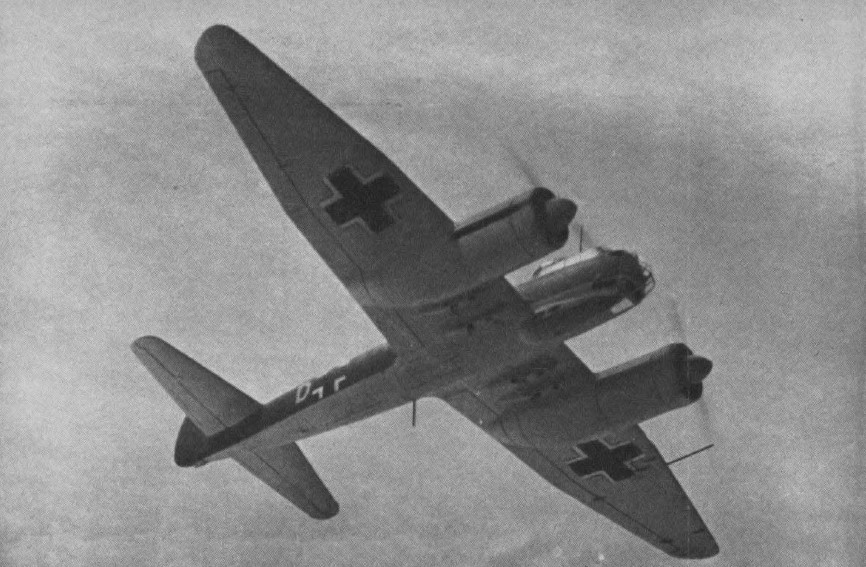
Ju 88A en 1941/1942.

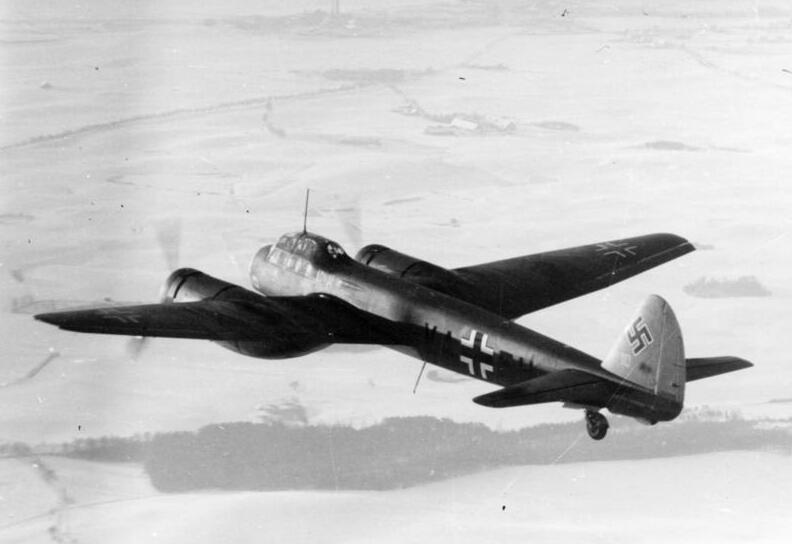
Un Ju 88 sobre Francia en noviembre de 1940.

La serie Ju 88B, propuesta en 1936, introdujo una cabina más espaciosa y aparentemente mejor distribuida. Su construcción se retrasó debido a varios factores, incluyendo la demora en la entrega de los motores, y finalmente derivó en el Junkers Ju 188 de alas en punta y gran envergadura, torreta dorsal y deriva de mayor superficie. El  Ju 88C fue otra de las variantes propuestas, esta vez para un Zerstörer (caza pesado); también sufrió retrasos, pero cuando comenzó la guerra el prototipo Ju 88 V7 había sido modificado con la instalación a proa de un cañón de 20 mm MG FF y tres MG 17 fijas de tiro frontal, recibiendo la designación Ju 88C-1. Aunque no hubo pedidos oficiales, se permitió a Junkers convertir algunos Ju 88A-1 en Ju 88 C-2 en 1940, con proas sólidas y el armamento previsto, además de 10 bombas SC50 en la bodega trasera (la delantera estaba ocupada por un depósito de combustible).
Las incursiones de bombardeo de la RAF a mediados de 1940 revelaron la necesidad de equipar a la Luftwaffe con cazas nocturnos eficientes, y unos 3200 aparatos de la serie C fueron dedicados exclusivamente a esta misión. Las versiones principales fueron el Ju 88C-6b y el Ju 88C-6c, propulsados por motores Jumo, y, a partir de finales de 1942, equipados con radares Lichtenstein BC o Lichtenstein C-1 o con el avanzado Lichtenstein SN-2 en 1944, además de otros muchos sensores como el FuG 227 Flensburg que captaba las emisiones de los radares de alerta "Monica", situados en la cola de los bombarderos de la RAF y destinados paradójicamente a protegerlos, o el FuG 350 Naxos Z, que se guiaba mediante las ondas de los radares H2S. A partir de 1943 se instaló el armamento de tiro vertical Schräge Musik (expresión coloquial para batería de jazz), especialmente eficaz contra los bombarderos pesados nocturnos de la RAF, a los que les infligieron fuertes pérdidas. A finales de 1941, las MG 151 habían sustituido a los anticuados cañones MG FF como armamento pesado, en distintas configuraciones; la instalación más usual de la Schräge Musik comprendía dos cañones MG 151 con una inclinación de 70°.
La serie Ju 88D estaba especializada en el reconocimiento de largo alcance, y en algunas versiones contaba con soportes para bombas, sirviendo, como los restantes Ju 88 de morro acristalado, con distintas fuerzas aéreas de países aliados de Alemania, como Rumania y Hungría. La versión siguiente fue el Ju 88G, aunque cronológicamente no hizo su aparición hasta mediados de 1943. Por entonces, los cazas nocturnos de la serie C estaban ya obsoletos, y sufrían fuertes pérdidas. Como prototipo se modificó un Ju 88R-2, designado Ju 88 V58, e instalándole la gran deriva diseñada para el Ju 188. El armamento, totalmente revisado, comprendía seis MG 151 en la proa, dos escalonadas en angulación de 3° hacia abajo e instaladas en el costado de estribor, y las otras cuatro disparando también hacia abajo con una angulación de 5°, dentro de un contenedor bajo el costado de babor. Como defensa trasera, solo se instaló una solitaria MG 131 en afuste móvil manual.
En la versión de serie se suprimieron las dos ametralladoras del costado de estribor, ya que sus fogonazos al disparar deslumbraban al piloto, conservando la mayoría la instalación ventral y dos MG 151 de tiro vertical. La amplia autonomía, extraordinarias prestaciones y excelencias de su equipo electrónico convirtieron a la serie G en un arma formidable que causó graves daños entre las filas de los bombarderos pesados británicos, y que, de haber aparecido en los comienzos de la guerra, hubiese representado una seria amenaza para la campaña de bombardeo de la RAF. No obstante, la Luftwaffe solo dispuso de cantidades significativas a mediados de 1944, época en que la producción aeronáutica alemana decrecía, y tan solo se pudieron completar 800 aparatos antes del colapso final. Las últimas versiones tenían motores refrigerados por líquido y avanzados radares centimétricos.
La familia Ju 88H fue inicialmente una versión de reconocimiento de muy largo alcance con fuselaje alargado a 17,64 m. El Ju 88H-1 disponía de un radar Höhentwiel, mientras que el Ju 88H-2 estaba armado con una devastadora batería de seis MG 151 y era utilizado principalmente contra aviones y buques muy al interior del Atlántico. El Ju 88H-4 fue nuevamente alargado a 20,38 m, pero únicamente se le utilizó, equipado con radar, como componente inferior del Führungsmaschine (aparato guía) de exploración de largo alcance, provisto de aterrizadores del tren principal adicionales y un Focke-Wulf Fw 190A-8 doppelreiter (situado sobre las alas) transportado a lomos como caza de escolta.
El Ju 88R-1 era un caza nocturno Ju 88C-6b con motores BMW 801MA, y el Ju 88R-2 con BMW 801D. Esta serie se fabricó en paralelo con la serie C desde 1943 hasta 1944, siendo sustituida en poco tiempo por la serie G.
En la lista de variantes no se incluyen los misiles Junkers Ju 88 Mistel, consistentes en un Ju 88 convertidos en misiles no tripulados. Normalmente se utilizaba un ejemplar muy veterano al que le era sustituida la proa por una cabeza de combate, normalmente una carga hueca de 3800 kg con una larga espoleta de contacto. Conducido hasta las cercanías de su objetivo desde un Me 109 o Fw 190 montado sobre el Ju 88 en unos caballetes, se le soltaba en dirección al blanco elegido. Incluyendo estos en los 355 "cazas" construidos en 1945, la producción total se calcula en 14 780 ejemplares.

## Historia operacional

### Campaña de Polonia
Solo 12 aviones Ju 88 entraron en acción en Polonia en 1939. La unidad Erprobungskommando 88 (Ekdo 88) fue la responsable de probar los nuevos diseños de bombarderos y sus tripulaciones bajo condiciones hostiles. Esta unidad seleccionó 12 aviones junto a sus tripulaciones y los incorporó a la escuadra de combate I./Kampfgeschwader 25. Como resultado del pequeño número de ejemplares operacionales, el avión no tuvo impacto en la campaña.

### Campaña de Noruega
La Luftwaffe envió la II./Kampfgeschwader 30 a la campaña bajo mando del X. Fliegerkorps para la Operación Weserübung. La unidad fue equipada con aviones Ju 88 y su principal objetivo eran los barcos aliados. El 9 de abril de 1940, los Ju 88 de la KG 30 bombardearon en picado, en cooperación con los bombardeos a gran altura de los Heinkel He 111 de la KG 26, y ayudaron a dañar el buque de guerra HMS Rodney y hundir el destructor HMS Gurkha. Sin embargo, la unidad perdió cuatro Ju 88 en los combates, siendo la mayor pérdida de estos aviones durante la campaña.

## Variantes

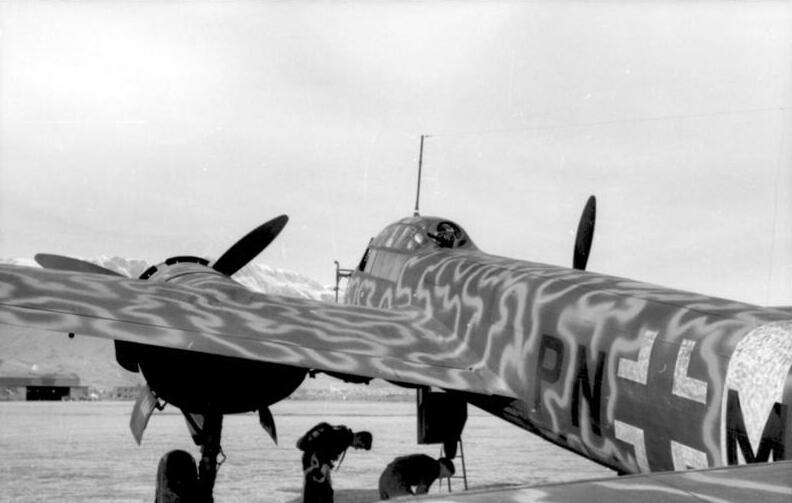
Un Ju 88E italiano de versión nocturna.

Ju 88A
Principal serie utilizada como bombardero, con motores Junkers Jumo 211.
Ju 88A-0
Avión de preproducción.
Ju 88A-1
Primera versión de producción, con motores Jumo 211B-1 de 895 kW (1200 HP).
Ju 88A-2
Con motores Jumo 211 G-1.
Ju 88A-3
Conversión en avión de entrenamiento, controles duales.
Ju 88A-4
Versión mejorada con alas de mayor envergadura. Fue modificada con un nuevo equipo de lanzamiento de bombas para producir una versión de bombardeo A-15 "especial", que el RLM no autorizó para su producción en masa, ya que la ampliación de madera de la bodega causaba demasiada resistencia aerodinámica y una consecuente reducción de velocidad.
Ju 88B
Prototipo con un nuevo compartimento de la tripulación completamente acristalado, desarrollado en el modelo Ju 188.
Ju 88B-0
10 aviones de preproducción con el morro completamente acristalado.
Ju 88C
Variantes utilizadas como Zerstörer («destructor», caza pesado), cazabombardero y caza nocturno basadas en la serie A, pero con morro metálico.
Ju 88C-0
Versión de preproducción, fue utilizada como caza pesado durante la campaña de Polonia.
Ju 88C-1
Versión propuesta como avión de caza, propulsada por motores BMW 801MA, nunca fue construida.
Ju 88C-2
Primera variante de producción de la serie C. Zerstörer basado en el Ju 88A-1, motores Junkers Jumo 211B-1, proa sólida con orificios para acomodar 1 cañón MG FF de 20 mm y 3 ametralladoras MG 17 de 7,9 mm, para defensa se instalaron ametralladoras MG 15 en posición dorsal en la parte trasera de la cabina y en posición ventral en la parte trasera de la góndola de bombardeo. Podía además llevar una carga de 500 kg de bombas.
Ju 88C-4
Versión utilizada como caza pesado y avión de reconocimiento armado. Incremento de envergadura. Motores Junkers Jumo 211F-1 o J-1. El armamento de proa era igual al Ju 88C-1 más 2 cañones MG FF instalados en la góndola de bombardeo. Estos cañones podían ser reemplazados por cámaras fotográficas. Tren de aterrizaje reforzado para soportar el mayor peso de célula reforzada y mayor blindaje.
Ju 88C-5
Versión mejorada como caza pesado.
Ju 88C-6
Principal serie de la variante C. El primer modelo que utilizaba el radar Lichtenstein y sus diferentes variantes.
Ju 88C-6a
Caza pesado, mejora del Ju 88C-5, incremento de blindaje.
Ju 88C-6b
Caza nocturno. Radar FuG-202 Lichtenstein BC o FuG-212 Lichtenstein SN-1, que utilizaban las antenas tipo Matratze. Este radar era fácilmente interferido por el lanzamiento de "windows".
Ju 88C-6c
Caza nocturno. Fue construido desde octubre de 1943 hasta junio de 1944, y para abril de 1944 era el caza más usados por los Nachtjagd. Los primeros modelos del radar FuG-220 Lichtenstein SN-2, inmune al sistema "window", pero tenía problemas para seguir blancos a distancias inferiores a 500 m, por lo cual se debió instalar además el radar FuG-202 o FuG-212, por lo que en la proa se debían instalar antenas del tipo Matratze y Hirschgeweih, aumentando el peso y resistencia aerodinámica del avión, que además producían vibración y se cubrían de hielo, aumentando aún más el peso y dificultando la visibilidad. Entre los equipos electrónicos, además del radar FuG-220, se incluían el sistema de detección FuG-227 Flensburg, con antenas en cada una de las alas, que detectaba las emisiones del radar de detección de cazas "Monica" montado en la cola de los bombarderos pesados británicos desde 120 km de distancia. Además se instaló el receptor de radar FuG-350 Naxos Z, en una cúpula sobre la cabina, que captaba las emisiones del radar cartográfico H2S montado en los bombarderos pesados del Mando de Bombardeo. Para la utilización de estos nuevos sistemas se incluyó un nuevo tripulante. A raíz de esto, la velocidad máxima había disminuido hasta en 45 km/h, disminuyendo también la maniobrabilidad.
Ju 88C-7
Ju 88C-7a y Ju 88C-7b
Versiones de incursión.
Ju 88C-7c
Versión de caza pesado.
Ju 88D
Variantes de reconocimiento fotográfico de largo alcance, basadas en el Ju 88A-4.
Ju 88D-1
Versión de reconocimiento fotográfico de largo alcance, basada en el Ju 88A-4.
Ju 88D-2
Versión de reconocimiento fotográfico de largo alcance, basada en el Ju 88A-5.
Ju 88D-3
Versión D-1 tropicalizada.
Ju 88D-4
Versión D-2 tropicalizada.
Ju 88D-5
Ju 88E
El Ju 88E versión 1 fue una variación mejorada del diseño de Ju 88B, cuyos prototipos incorporaban un completo acristalamiento de la cabina, incluyendo el morro, y además de la incorporación al fuselaje del compartimiento inferior como un solo conjunto. Estaba propulsado por dos motores radiales BMW de 1600 CV y el diseño del diedro alar con terminaciones de las alas en punta y a su vez una mayor envergadura. Fue usado como bombardero medio y torpedero.
Ju 88G
Versiones de caza nocturno con un nuevo fuselaje, sin la góndola ventral Bola de la serie A, con la sección de cola del Ju 188, y con opción de montar un Schräge Musik. En junio de 1943 se utilizó el Ju 88 V-58, que sirvió como prototipo de pruebas para el Ju 88G, que contaba con superficies de cola agrandadas tomadas del Ju 188 para mejorar la estabilidad. Fue equipado con el radar de FuG 220 Lichtenstein SN-2b con 5 antenas del tipo Hirschgeweih, 4 en la proa y 1 en la popa. En un principio el armamento del prototipo era de 2 cañones MG-151/20 de 20 mm en la parte lateral derecho de la proa y cuatro cañones Mauser MG-151/20 en una "bandeja" desmontable en el compartimiento de bombas que estaban desplazados hacia la izquierda en la misma línea del piloto y con un ángulo de depresión de 15°. Para la defensa en la parte trasera de la cabina iba montada una ametralladora flexible Rheinmetall-Borsig MG-131 de 13 mm. Los cañones en la proa fueron retirados debido a que los fogonazos de los disparos deslumbraban al piloto.
Ju 88G-1
Dos motores BMW-801D-1 de 1700 CV. Armamento estándar más 2 cañones MG 151/20 de 20 mm en instalación Schräge musik, que consistía en 2 cañones situados en la parte trasera de la cuaderna que contenía las alas y con un ángulo de elevación de 70°, con lo cual el piloto podía disparar desde atrás y hacia arriba. Los sistemas electrónicos comprendían el FuG-220 Lichtenstein SN-2b, FuG-227 Flensfurg y FuG-350 Naxos Z.
Ju 88G-4
Ju 88G-6
Ju 88G-6a
Llevaba montado los motores BMW-801G de 1700 CV.
Ju 88G-6b
Se utilizó el radar FuG-220d Lichtenstein SN-2d y los sistemas electrónicos idénticos al Ju 88G-6a, se incrementó la capacidad de combustible.
Ju 88G-6c
Sistemas electrónicos similares a Ju 88G-6b. Motores Junkers Jumo 213A de 1750 HP, la instalación de "Schräge musik" fue adelantado hasta detrás de la cabina.
Ju 88G-7
Ju 88G-7a
Sistemas electrónicos del FuG-220d Lichtenstein SN-2d, motores Junkers Jumo 213E con sobrealimentador de 2 etapas y 3 velocidades, más sistema de sobrepotencia MW-50 y puntas de las alas alargadas y puntiagudas, que lo optimizaba para combatir a grandes alturas.
Ju 88G-7b
Radar FuG-228 Lichtenstein SN-3. Las antenas estaban instaladas dentro de un cono de madera.
Ju 88H
Variantes de reconocimiento fotográfico de largo alcance y de caza, basadas en el fuselaje ampliado de la serie G.
Ju 88H-1
Versión de reconocimiento fotográfico.
Ju 88H-2
Versión de caza.
Ju 88H-3
Versión de reconocimiento fotográfico.
Ju 88H-4
Versión de caza.
Ju 88P
Variantes antitanque y antibombardero equipadas con cañones automáticos pesados de la serie Bordkanone en un contenedor situado en la zona ventral de fuselaje, que obligaba a la eliminación de la góndola Bola de la sección inferior de la cabina. Eran conversiones de bombarderos de la serie A.
Ju 88P-1
Versión equipada con un cañón Bordkanone BK 75 de 75 mm.
Ju 88P-2
Versión equipada con dos cañones Bordkanone BK 37 de 37 mm.
Ju 88P-4
Versión equipada con un cañón Bordkanone BK 5 de 50 mm.
Ju 88R
Cazas nocturnos de la serie C, con motores BMW 801. A comienzos de 1943, esta versión se convirtió en el mejor caza nocturno por las características por su velocidad, autonomía de 7 horas y capacidad de instalación de aviónica. Debido al incremento de peso de combate y de resistencia aerodinámica causada por los dipolos del radar, disminuyeron las prestaciones globales como caza nocturno, por lo cual se montaron motores BMW-801 de mayor potencia. El cambio del centro de gravedad producido por los nuevos motores hacía inestables las características de vuelo con un solo motor por lo que tendía a entrar en barrena.
Ju 88R-1
Modificación de Ju 88C-6b con motores BMW-801MA de 1600 CV.
Ju 88R-2
Modificación de Ju 88R-1 con motores BMW-801D de 1700 hp. Además, se instaló el radar FuG-220 Lichtenstein SN-2.
Ju 88S
Serie de bombarderos de alta velocidad, basados en el Ju 88A-4, pero sin la góndola ventral Bola, con morro ligeramente acristalado y provisto de impulsión de óxido nitroso GM-1, era la más veloz de todas las series.
Ju 88S-0
Con motores BMW 801G-2, disponía de una ametralladora pesada de 13 mm en la posición dorsal y llevaba 14 bombas SD65 de 65 kg.
Ju 88S-1
Con motores BMW 801G-2 y el sistema impulsor GM-1, podía carga 2 bombas SD1000 de 1000 kg externamente.
Ju 88S-2
Con motores turbo BMW 801J, incluía la extensión de madera de la bodega de bombas del Ju 88A-15.
Ju 88S-3
Con motores Jumo 213A de 1671 kW (2240 HP) y sistema de óxido nitroso GM-1.
Ju 88T
Versión de reconocimiento fotográfico de la serie S, triplaza.
Ju 88T-1
Basado en el Ju 88S-1, pero con depósitos de combustible GM-1 adicionales en la bodega de bombas.
Ju 88T-3
Basado en el Ju 88S-3.

## Operadores
Alemania nazi
- Luftwaffe

 Bulgaria
- Fuerza Aérea Búlgara

 España

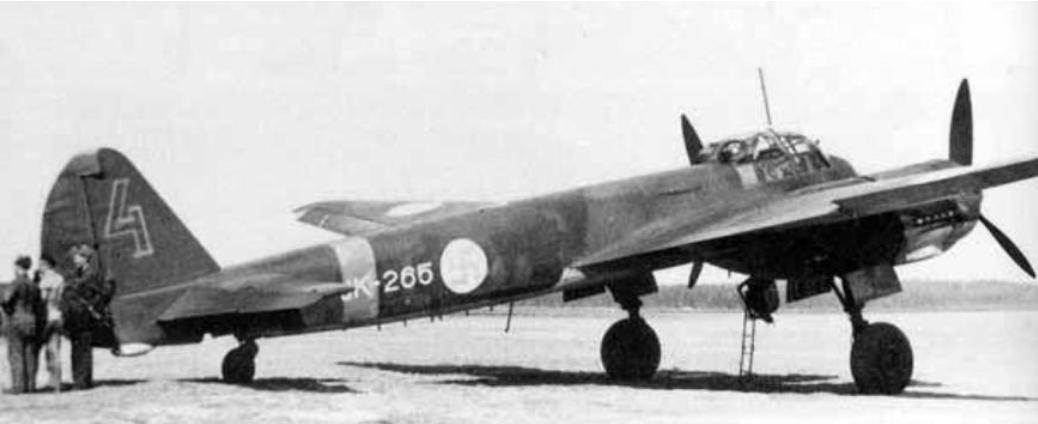
Junkers Ju 88A-4 de la Fuerza Aérea Finlandesa.

- Ejército del Aire: compró diez aeronaves y puso en servicio otras quince internadas durante la Segunda Guerra Mundial.

 Finlandia
- Fuerza Aérea Finlandesa: recibió 24 Ju 88A-4, que sirvieron en el Escuadrón N.º 44.

 Francia
- Ejército del Aire Francés: operó aeronaves capturadas en un depósito de reparación en Toulouse y otras capturadas por la RAF y las USAAF y cedidas a los franceses.

 Hungría
- Real Fuerza Aérea del Ejército Húngaro

 Italia
- Regia Aeronautica

 Reino Unido
- Real Fuerza Aérea: operó aeronaves capturadas.

 Rumania
- Real Fuerza Aérea Rumana

 Unión Soviética
- Fuerza Aérea Soviética: utilizó aeronaves capturadas.

## Supervivientes
Existen en torno a 14 aviones Ju 88, pero la mayoría son poco más que un conjunto de restos recuperados del lugar en el que se estrellaron. En años recientes se recuperaron estructuras razonablemente intactas de debajo del mar, algunos de estos están siendo restaurados para ser en mostrados en exposición, como el WNr.0881203 en Bodø y el WNr.0880119 en el Aeropuerto de Oslo-Gardermoen.
Solo se conservan dos aviones completos:

## Especificaciones (Ju 88A-4)
Referencia datos: Nowarra 1987, Griehl 2004.

### Características generales
- Tripulación: Cuatro
- Longitud: 14,4 m (47,1 ft)
- Envergadura: 20,1 m (65,9 ft)
- Altura: 5,1 m (16,6 ft)
- Superficie alar: 54,7 m² (588,8 ft²)
- Peso cargado: 8550 kg (18 844,2 lb)
- Peso máximo al despegue: 14 000 kg (30 856 lb)
- Planta motriz: 2× motor lineal V12 invertido refrigerado por líquido Junkers Jumo 211J.
  - Potencia: 1000 kW (1379 HP; 1360 CV) cada uno.
- Hélices: 1× Tripala por motor.

### Rendimiento
- Velocidad máxima operativa (Vno): 510 km/h (317 MPH; 275 kt) a 5300 m (sin carga externa de bombas)
- Alcance: 2430 km (1312 nmi; 1510 mi) (con carga interna de combustible).
- Techo de vuelo: 9000 m (29 528 ft) con carga habitual, sin bombas.

### Armamento
- Ametralladoras: 

  - 3x MG 81J de 7,92 mm con 1000 cartuchos cada una
    - 1 en afuste móvil del parabrisas frontal
    - 2 en afustes móviles de la parte trasera de la cabina

  - 1× ametralladora doble MG 81Z de 7,92 mm en una góndola bajo la cabina apuntando hacia atrás, con 3000 cartuchos en total
- Puntos de anclaje: 4 con una capacidad de hasta 3600 kg con carga externa (600 kg), para cargar una combinación de:  
  - Bombas: Hasta 3000 kg en diversas bombas
en bodega interna.
  - Otros: 2× torpedos aéreos LT en lugar de las bombas

### Aviónica
- Mira de bombardeo Lotfernrohr 7

## Especificaciones (caza nocturno Ju 88G-1)
Referencia datos: Munson 1983.

### Características generales
- Tripulación: Tres
- Longitud: 15,5 m (50,9 ft)
- Envergadura: 20,1 m (65,9 ft)
- Altura: 5,1 m (16,6 ft)
- Superficie alar: 54,7 m² (588,8 ft²)
- Peso vacío: 9081 kg (20 014,5 lb)
- Peso cargado: 13 100 kg (28 872,4 lb)
- Peso máximo al despegue: 14 690 kg (32 376,8 lb)
- Planta motriz: 2× motor radial de 14 cilindros en doble fila refrigerado por aire BMW 801G.
  - Potencia: 1250 kW (1723 HP; 1700 CV) cada uno.

### Rendimiento
- Velocidad máxima operativa (Vno): 550 km/h (342 MPH; 297 kt) a 8500 m
- Alcance: 2500 km (1350 nmi; 1553 mi)
- Techo de vuelo: 9900 m (32 480 ft)
- Carga alar: 240 kg/m² (49,2 lb/ft²)
- Potencia/peso: 0,18 kW/kg

### Armamento
- Ametralladoras: 

  - 1/2x MG 131 de 13 mm en la cabina trasera

- Cañones: 

  - 4× MG 151/20 de 20 mm en el morro
  - 1/2× MG 151/20 de 20 mm como Schräge Musik apuntando hacia adelante y arriba en un ángulo de 30-45 grados

### Aviónica
- Radar VHF FuG 220 Lichtenstein SN-2 90 MHz
- No siempre, dispositivos detectores de radar FuG 350 Naxos o FuG 227 Flensburg

## Aeronaves relacionadas

### Desarrollos relacionados
- Junkers Ju 188
- Junkers Ju 288
- Junkers Ju 388
- Kyushu Q1W

### Aeronaves similares
- Mitsubishi Ki-49
- Yokosuka P1Y
- Kyushu Q1W
- de Havilland Mosquito
- Bristol Blenheim
- Bristol Beaufighter
- Saab 18
- Petlyakov Pe-2
- Tupolev Tu-2

### Secuencias de designación
- Secuencia EF _ (interna de Junkers): ← EF 52 - EF 61 - EF 72 - EF 73 - EF 74 - EF 77 - EF 94 →
- Secuencia Ju _ (designaciones del RLM para Junkers): ← Ju 49 - Ju 52 - Ju 60 - Ju 85 - Ju 86 - Ju 87 - Ju 88 - Ju 89 - Ju 90 - Ju 160 →
- Secuencia Numérica (designaciones del RLM 1933-1945): ← Ar 81 - 8-82 - Al 84 - Ju 85 - Ju 86 - Ju 87 - Ju 88 - Ju 89 - Ju 90 - Ju 92 →
- Secuencia Numérica (Aeronaves del Ejército del Aire español, 1939-1945): ← 26 - 27 - 28 - 29 - 30 (I) - 30 (II) - 30 (III) →
- Secuencia B._ (Aeronaves de Bombardeo del Ejército del Aire español, 1945-1954): ← B.3 - B.4 - B.5 - B.6 - B.7